# 松原湖
松原湖（まつばらこ）は、長野県南佐久郡小海町にある湖。猪名湖（いなこ）・長湖（ちょうこ）・大月湖（おおつきこ）という3湖の総称であるが、一般には3湖の中でも最大の猪名湖単体を指す。井出隆夫（山川啓介）が幼少期を過ごした所で、北風小僧の寒太郎のモチーフとなった湖として著名。

## 成因
887年の仁和地震により、天狗岳山体が崩壊し、岩屑なだれにより丘陵地の窪地を流れる大月川がせき止められて氾濫し、生成された自然湖である。猪名湖・長湖・大月湖に周辺の臼児池（うすごいけ）・鶉取池（うずらとりいけ）・桷木池（ずみのきいけ）・オシデノウミを加えた7湖沼を松原湖沼群という。湖沼群の中でも特に大きいのが猪名湖で、その名は湖の形がイノシシに似ていることに由来する。

## 観光
周辺に一周する散策路が整備されており、貸しボートと民宿が数軒ある。10月下旬から11月上旬の紅葉が美しく、天狗岳や稲子岳を望む風景が広がる。
夏はヘラブナ、冬はワカサギの釣り場となる。水深は最大7.7メートルと浅く、冬になると結氷し、諏訪湖と同様に御神渡（おみわたり）が生じることもある。
雪が少ないこともあり、かつては天然のスケート練習場として利用されていたが、1950年には氷が割れてフィギュアスケートの選手が事故死する事故も発生した。現在は、近くの人工野外スケートリンク、松原湖高原スケートセンターにその役目を譲っている。近くの高台には小海町高原美術館や小海観光公社の松原湖温泉施設である八峰の湯があり、足湯もある。また、周辺には別荘地が広がっている。

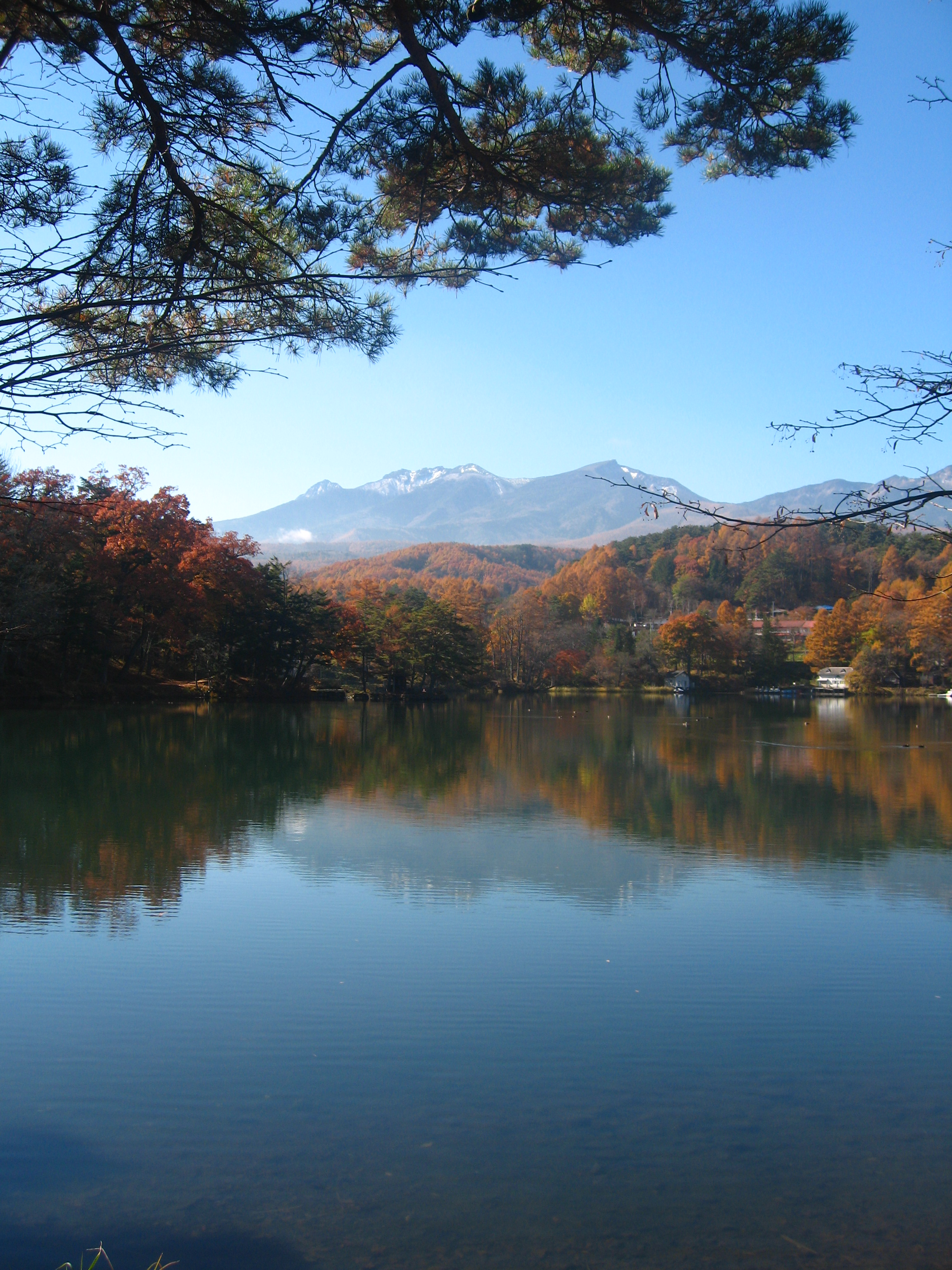
紅葉の松原湖
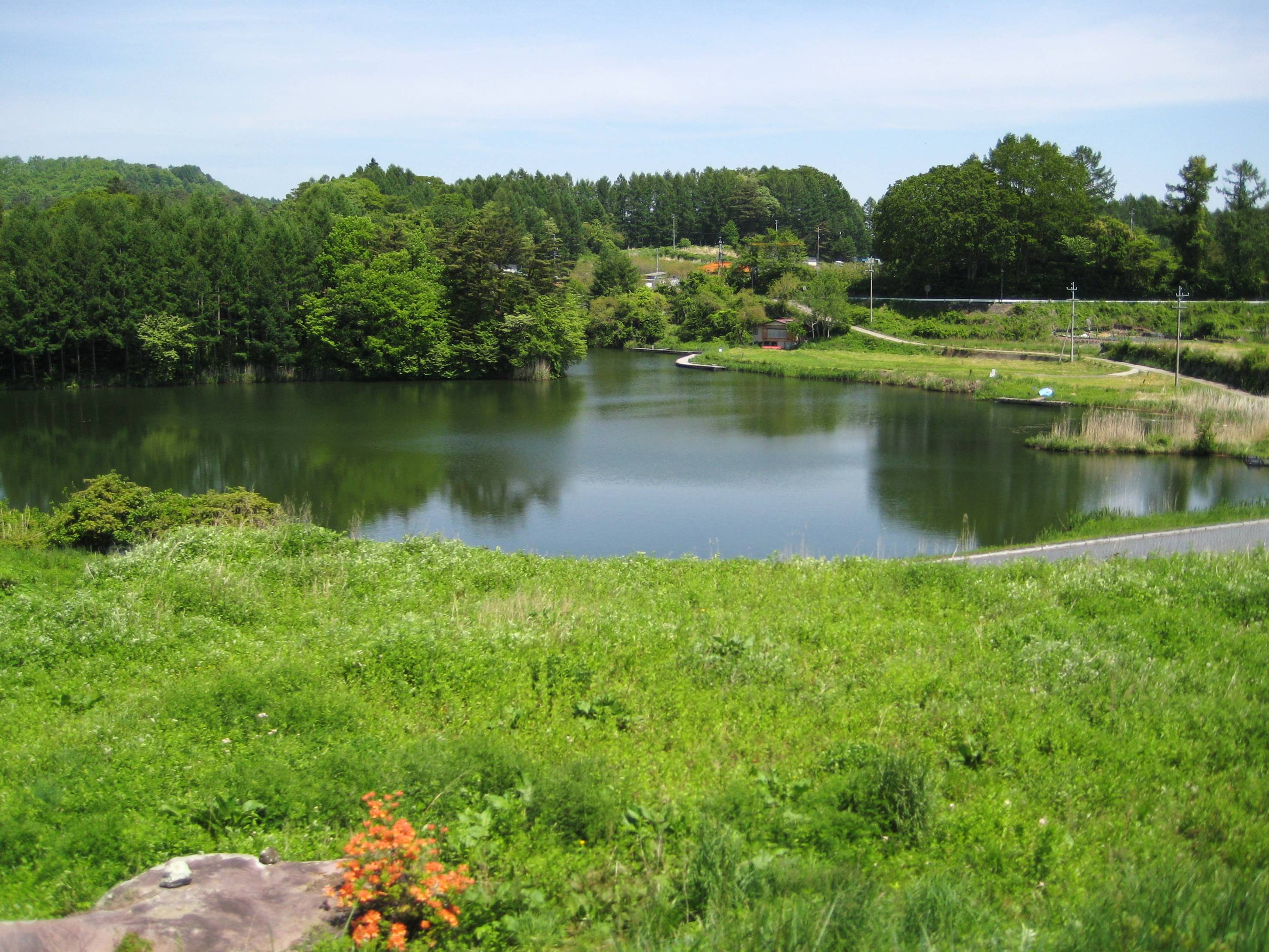
長湖
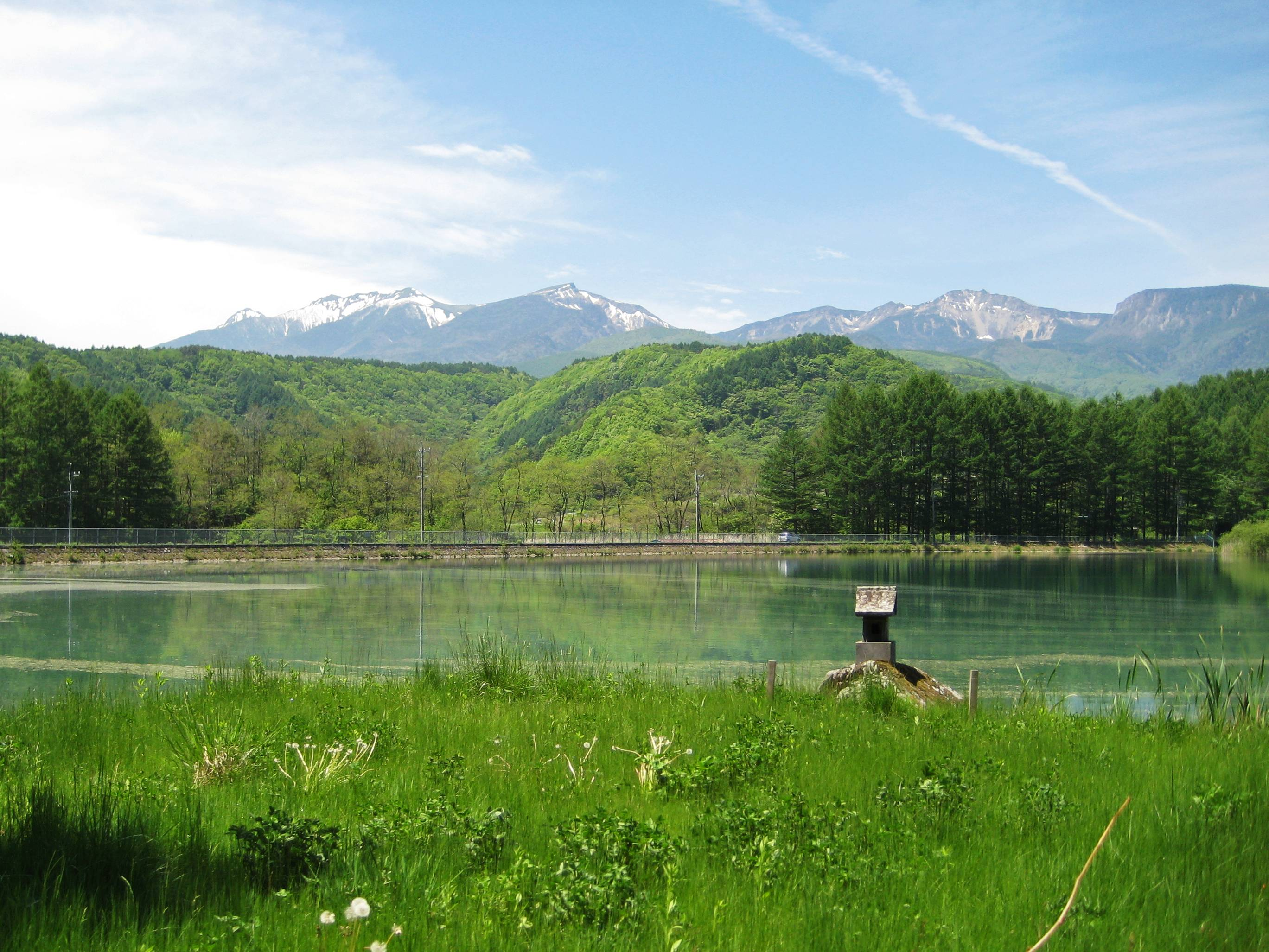
大月湖

## 文化財
湖畔にある松原諏訪方神社には国の重要文化財として「野ざらしの鐘」がある。これは武田信玄が信濃攻めの際、落合新善光寺から略奪した品といわれている。前述の神社の弁天宮などが湖畔沿いに存在する。

## 水力発電
松原湖を含む大月川の水利権は中部電力が有しており、同社は2か所の水力発電所を運転している。大月湖と猪名湖との標高差を利用しているのが松原発電所で、大月湖から猪名湖へと送水する過程で最大450キロワットの電力を発生する。さらに、猪名湖からは八那池（やないけ）第一発電所へと送水され、千曲川との標高差100メートルを利用して最大750キロワットの電力を発生する。八那池第一発電所は1914年（大正3年）に運転を開始し、現在に至るまで発電を継続している。運転開始後70年間余りが経過し、老朽化した水車発電機の更新作業が1991年（平成3年）に完了した。これまで1億5,000キロワット時もの電力量を発生してきた旧水車発電機は小海町に寄贈され、猪名湖畔に文化遺産として展示された。八那池第一発電所で使用した水は千曲川に放流され、すぐ下流にある八那池取水ダムで再び取水される。これは東京電力の取水堰で、同社の水力発電所・土村（どむら）第一発電所へと送水している。

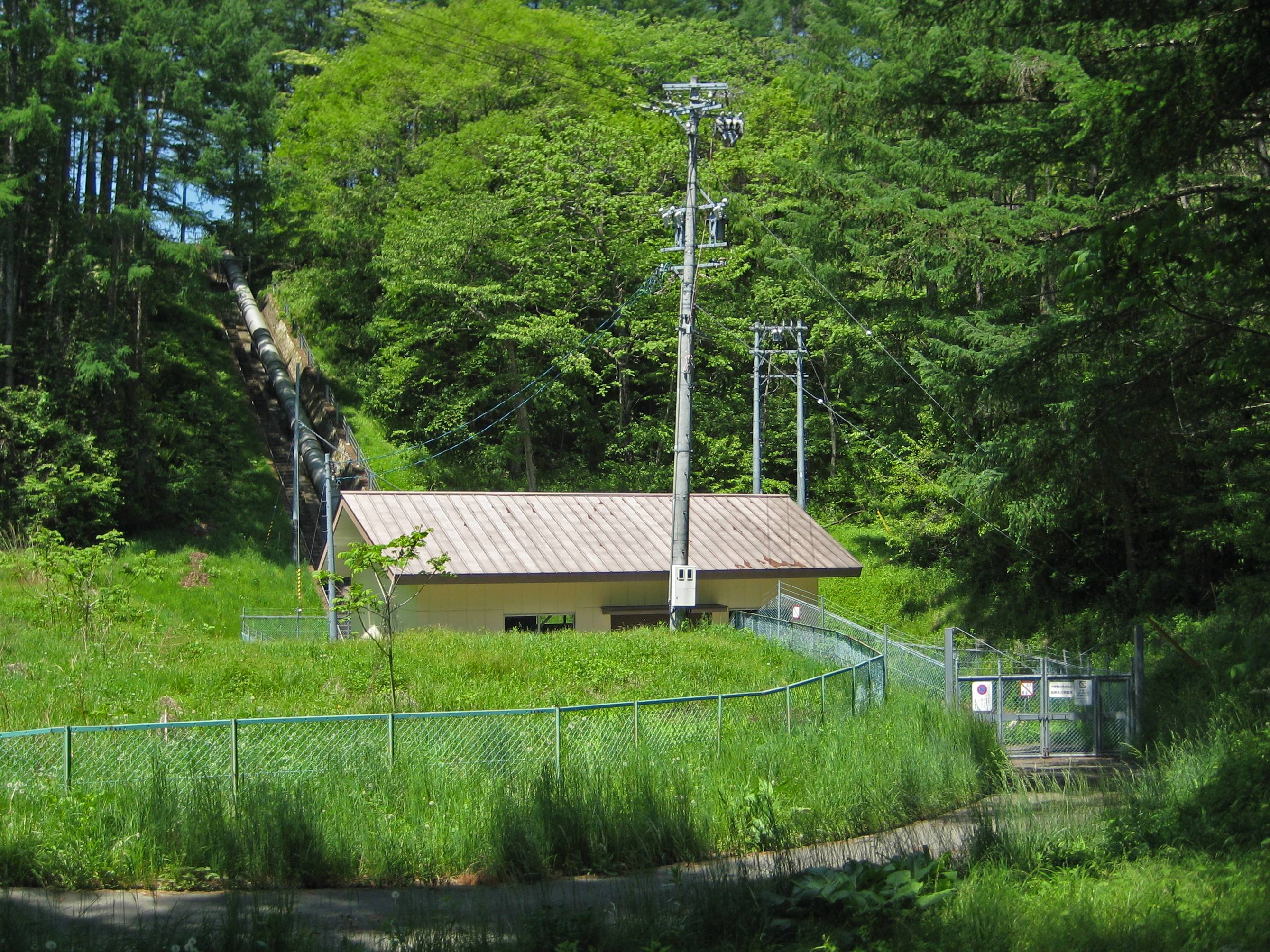
松原発電所
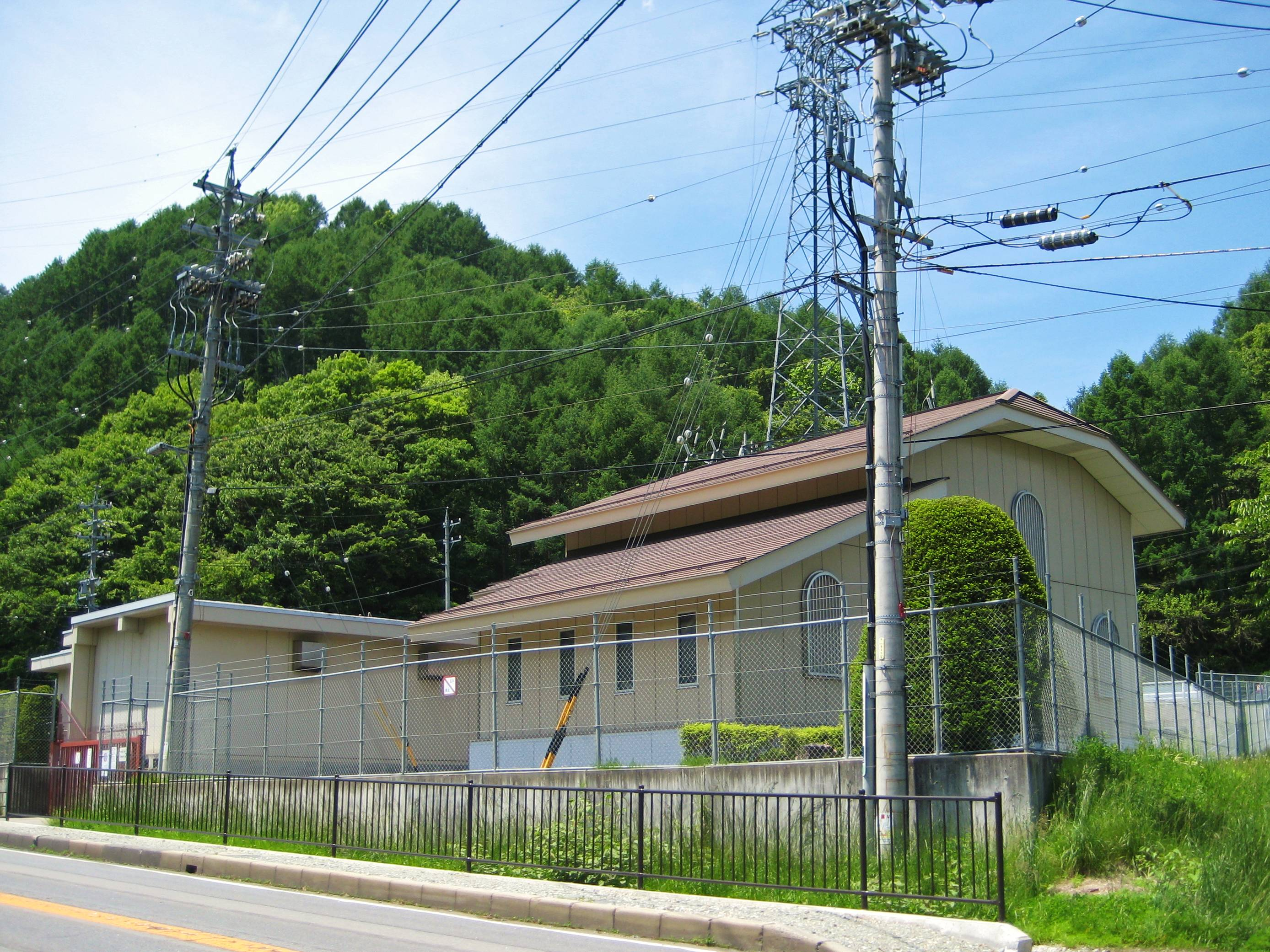
八那池第一発電所
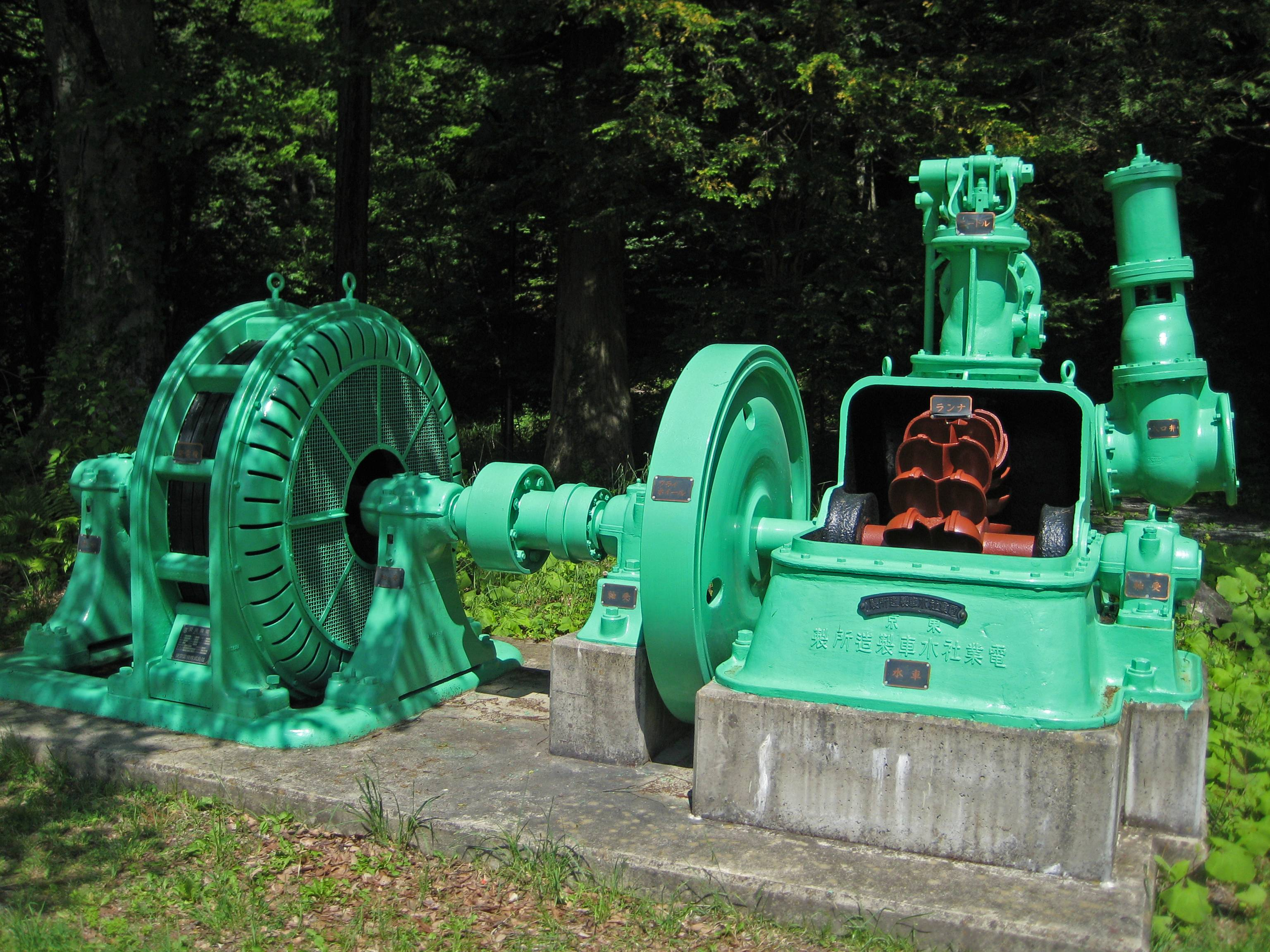
八那池第一発電所向け旧水車発電機（猪名湖畔）
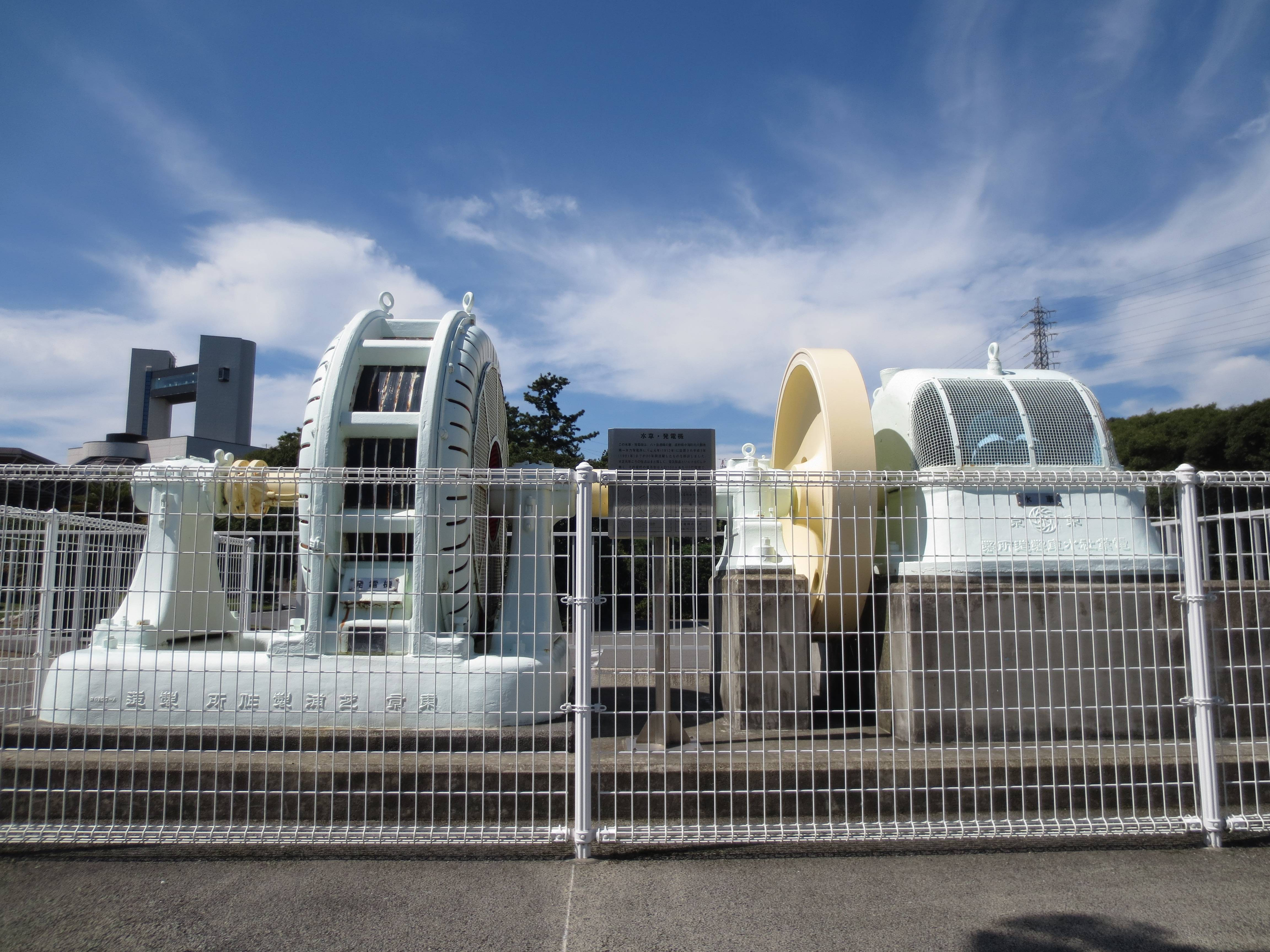
八那池第一発電所向け旧水車発電機（静岡県御前崎市浜岡原子力館）

## 交通アクセス
- 小海線小海駅より小海町営バスで約20分。